# Æ̃
Cette page contient des caractères spéciaux ou non latins. S’ils s’affichent mal (▯, ?, etc.), consultez la page d’aide Unicode.
Æ̃ (minuscule : æ̃), appelé E dans l’A tilde, est un graphème utilisé comme lettre latine additionnelle dans l’écriture du hupda. Elle est formée de la lettre Æ diacritée d’un tilde suscrit. 

## Représentations informatiques
Le Æ tilde peut être représenté avec les caractères Unicode suivants :
- décomposé (latin de base, diacritiques)[1],[2] :

| Formes    | Représentations | Chaînes de caractères | Points de code | Descriptions                                 |
| --------- | --------------- | --------------------- | -------------- | -------------------------------------------- |
| capitale  | Æ̃               | Æ◌̃                    | U+00C6 U+0303  | lettre majuscule latine ae diacritique tilde |
| minuscule | æ̃               | æ◌̃                    | U+00E6 U+0303  | lettre minuscule latine ae diacritique tilde |